# Данило ІІ Негош Петрович
Данило II Олександр Петрович-Негош (29 червня 1871 — 24 вересня 1939, Відень) — коронний принц Чорногорії. Найстарший син короля Ніколи І Чорногорського і Мілени Вукотич .

## Молоді роки
Під час Балканських воєн та Першої світової спадкоємець престолу Данило керував чорногорською армією разом зі своїм батьком і генералами Янко Вукотічем (троюрідний брат Мілени Вукотіч, тобто дядько Данила) та Мітаром Мартиновичем. Протягом Першої Балканської війни в підпорядкуванні Данила знаходився Зетський загін, який розбив турецькі позиції поблизу міста Тузи, що закривали підступи до Скадару.

## Період правління і зречення престолу
1 березня 1921 року після смерті батька Ніколи I  Данило був проголошений королем Чорногорії, він також став на чолі уряду в екзилі аж до 7 березня 1921, коли, за досі не з'ясованими обставинами, Данило відмовляється від престолу та головування в королівському домі Негош Петровичів на користь племінника,сина свого на той час вже померлого брата Мірко принца Михайла Чорногорського.
Його репутація була підірвана, коли 5 березня він оголосив про зречення від престолу. Наступного дня була зроблена публічна заява.

## Шлюб
Князь Данило був одружений з герцогинею Юттою Мекленбурзькою (1880—1946), дочкою Адольфа Фрідріха V, великого герцога Мекленбург-Стреліца, але шлюб був бездітним. Після свого зречення у 1921 році, більшу частину життя він провів у Ніцці.

## Остання поява на публіці
Князь Данило знову з'явився на публіці у 1934 році, коли подав судовий позов до американської кіностудії Metro-Goldwyn-Mayer за неправдиве зображення його особи у першій версії фільму «Весела вдова». Данилові вдалося виграти справу в суді, і він домігся 4000$ компенсації та певних змін у сценарії. За сюжетом першої версії фільму, Данило зваблює простолюдинку, а потім через певні обставини їм доводиться розлучитися. Данило намагається повернути свою кохану, але терпить фіаско. Фільм не мав жодного відношення до реальності. після судового процесу фільм не перезняли, проте змінили дату полій, що в ньому відбувалися — події були перенесені у 1885 рік, коли реальному принцові Данилі було 14 років.
Данило помер у Відні, анексованому Німеччиною, в 1939 році, не залишивши нащадків.
Одного разу Данило намагався проявити себе як композитор, написавши музику до сербської патріотичної пісні на слова свого батька, короля Ніколи — «Туди, туди!» Нотна партитура була видана в Празі (під час Першої Балканської війни ця пісня мала реальний шанс стати чорногорським гімном)